# 이스라엘 총리
이스라엘국 총리(히브리어: ראש ממשלת ישראל)는 이스라엘의 행정수반이다. 의원내각제인 이스라엘에서 총리는 정치적 실권을 가지고 내각을 구성하며, 대통령은 상징적 의미에 지나지 않는다.
총선거를 통해 구성된 크네세트에서 각 정당의 대표가 총리직에 입후보할 수 있으며, 후보자를 대통령이 임명한다. 임명 후 국회의 신임투표를 통과해야 취임할 수 있으므로 일반적으로 다수정당의 대표가 총리가 된다.
1996·1999·2001년 이스라엘 총리 선출 시에는 수상 직선제가 적용되었으나 현재는 폐지되었다.
현재 총리는 2022년 12월 29일에 취임한 베냐민 네타냐후이다.

## 이스라엘의 역대 총리 목록
| 대 | 기   | 사진             | 이름                                                   | 임기             | 임기             | 정당                                              |
| 대 | 기   | 사진             | 이름                                                   | 취임일           | 퇴임일           | 정당                                              |
| -- | ---- | ---------------- | ------------------------------------------------------ | ---------------- | ---------------- | ------------------------------------------------- |
| -  | 임시 |                  | 다비드 벤구리온 (1886.10.16 ~ 1973.12.1) דָּוִד בֶּן-גּוּרִיּוֹן | 1948년 5월 14일  | 1949년 3월 10일  | 무소속 (~ 1949.2.14) ↓ 마파이 (1949.2.14 이후 ~ ) |
| 1  | 1    | 1949년 3월 10일  | 다비드 벤구리온 (1886.10.16 ~ 1973.12.1) דָּוִד בֶּן-גּוּרִיּוֹן | 1950년 11월 1일  |                  | 무소속 (~ 1949.2.14) ↓ 마파이 (1949.2.14 이후 ~ ) |
| 1  | 2    | 1950년 11월 1일  | 다비드 벤구리온 (1886.10.16 ~ 1973.12.1) דָּוִד בֶּן-גּוּרִיּוֹן | 1951년 10월 8일  |                  | 무소속 (~ 1949.2.14) ↓ 마파이 (1949.2.14 이후 ~ ) |
| 1  | 3    | 1951년 10월 8일  | 다비드 벤구리온 (1886.10.16 ~ 1973.12.1) דָּוִד בֶּן-גּוּרִיּוֹן | 1952년 12월 24일 |                  | 무소속 (~ 1949.2.14) ↓ 마파이 (1949.2.14 이후 ~ ) |
| 1  | 4    | 1952년 12월 24일 | 다비드 벤구리온 (1886.10.16 ~ 1973.12.1) דָּוִד בֶּן-גּוּרִיּוֹן | 1954년 1월 26일  |                  | 무소속 (~ 1949.2.14) ↓ 마파이 (1949.2.14 이후 ~ ) |
| 2  | 5    |                  | 모셰 샤레트 (1894.10.15 ~ 1965.7.7) משה שרת            | 1954년 1월 26일  | 1955년 6월 29일  | 마파이                                            |
| 2  | 6    | 1955년 6월 29일  | 모셰 샤레트 (1894.10.15 ~ 1965.7.7) משה שרת            | 1955년 11월 3일  |                  | 마파이                                            |
| 3  | 7    |                  | 다비드 벤구리온 (1886.10.16 ~ 1973.12.1) דָּוִד בֶּן-גּוּרִיּוֹן | 1955년 11월 3일  | 1958년 1월 7일   | 마파이                                            |
| 3  | 8    | 1958년 1월 7일   | 다비드 벤구리온 (1886.10.16 ~ 1973.12.1) דָּוִד בֶּן-גּוּרִיּוֹן | 1959년 12월 17일 |                  | 마파이                                            |
| 3  | 9    | 1959년 12월 17일 | 다비드 벤구리온 (1886.10.16 ~ 1973.12.1) דָּוִד בֶּן-גּוּרִיּוֹן | 1961년 11월 2일  |                  | 마파이                                            |
| 3  | 10   | 1961년 11월 2일  | 다비드 벤구리온 (1886.10.16 ~ 1973.12.1) דָּוִד בֶּן-גּוּרִיּוֹן | 1963년 6월 26일  |                  | 마파이                                            |
| 4  | 11   |                  | 레비 에슈콜 (1895.10.25 ~ 1969.2.26) לֵוִי אֶשְׁכּוֹל         | 1963년 6월 26일  | 1964년 12월 22일 | 마파이 ↓ 하·마 연합 (המערך)                       |
| 4  | 12   | 1964년 12월 22일 | 레비 에슈콜 (1895.10.25 ~ 1969.2.26) לֵוִי אֶשְׁכּוֹל         | 1966년 1월 12일  |                  | 마파이 ↓ 하·마 연합 (המערך)                       |
| 4  | 13   | 1966년 1월 12일  | 레비 에슈콜 (1895.10.25 ~ 1969.2.26) לֵוִי אֶשְׁכּוֹל         | 1969년 2월 26일  |                  | 마파이 ↓ 하·마 연합 (המערך)                       |
| -  | 대행 |                  | 이갈 알론 (1918.10.10 ~ 1980.2.29) יגאל אלון           | 1969년 2월 26일  | 1969년 3월 17일  | 하·마 연합 (המערך)                                |
| 5  | 14   |                  | 골다 메이어 (1898.5.3 ~ 1978.12.8) גולדה מאיר          | 1969년 3월 17일  | 1969년 12월 15일 | 하·마 연합 (המערך)                                |
| 5  | 15   | 1969년 12월 15일 | 골다 메이어 (1898.5.3 ~ 1978.12.8) גולדה מאיר          | 1974년 3월 10일  |                  | 하·마 연합 (המערך)                                |
| 5  | 16   | 1974년 3월 10일  | 골다 메이어 (1898.5.3 ~ 1978.12.8) גולדה מאיר          | 1974년 6월 3일   |                  | 하·마 연합 (המערך)                                |
| 6  | 17   |                  | 이츠하크 라빈 (1922.3.1 ~ 1995.11.4) יצחק רבין         | 1974년 6월 3일   | 1977년 6월 20일  | 하·마 연합 (המערך)                                |
| 7  | 18   |                  | 메나헴 베긴 (1913.8.6 ~ 1992.3.9) מְנַחֵם בֵּגִין            | 1977년 6월 20일  | 1981년 8월 5일   | 리쿠드                                            |
| 7  | 19   | 1981년 8월 5일   | 메나헴 베긴 (1913.8.6 ~ 1992.3.9) מְנַחֵם בֵּגִין            | 1983년 10월 10일 |                  | 리쿠드                                            |
| 8  | 20   |                  | 이츠하크 샤미르 (1915.10.22 ~ 2012.6.30) יצחק שמיר     | 1983년 10월 10일 | 1984년 9월 13일  | 리쿠드                                            |
| 9  | 21   |                  | 시몬 페레스 (1923.8.2 ~ 2016.9.28) שמעון פרס           | 1984년 9월 13일  | 1986년 10월 20일 | 하·마 연합 (המערך)                                |
| 10 | 22   |                  | 이츠하크 샤미르 (1915.10.22 ~ 2012.6.30) יצחק שמיר     | 1986년 10월 20일 | 1988년 12월 22일 | 리쿠드                                            |
| 10 | 23   | 1988년 12월 22일 | 이츠하크 샤미르 (1915.10.22 ~ 2012.6.30) יצחק שמיר     | 1990년 6월 11일  |                  | 리쿠드                                            |
| 10 | 24   | 1990년 6월 11일  | 이츠하크 샤미르 (1915.10.22 ~ 2012.6.30) יצחק שמיר     | 1992년 7월 13일  |                  | 리쿠드                                            |
| 11 | 25   |                  | 이츠하크 라빈 (1922.3.1 ~ 1995.11.4) יצחק רבין         | 1992년 7월 13일  | 1995년 11월 4일  | 이스라엘 노동당                                   |
| -  | 대행 |                  | 시몬 페레스 (1923.8.2 ~ 2016.9.28) שמעון פרס           | 1995년 11월 4일  | 1995년 11월 22일 | 이스라엘 노동당                                   |
| 12 | 26   | 1995년 11월 22일 | 시몬 페레스 (1923.8.2 ~ 2016.9.28) שמעון פרס           | 1996년 6월 18일  |                  | 이스라엘 노동당                                   |
| 13 | 27   |                  | 베냐민 네타냐후 (1949.10.21 ~ ) בִּנְיָמִין נְתַנְיָהוּ          | 1996년 6월 18일  | 1999년 7월 6일   | 리쿠드                                            |
| 14 | 28   |                  | 에후드 바라크 (1942.2.12 ~ ) אֵהוּד בָּרָק                  | 1999년 7월 6일   | 2001년 3월 7일   | 이스라엘 노동당                                   |
| 15 | 29   |                  | 아리엘 샤론 (1928.2.26 ~ 2014.1.11) אריאל שרון         | 2001년 3월 7일   | 2003년 2월 28일  | 리쿠드 (~ 2005.11.21) ↓ 카디마 (2005.11.21 이후)  |
| 15 | 30   | 2003년 2월 28일  | 아리엘 샤론 (1928.2.26 ~ 2014.1.11) אריאל שרון         | 2006년 1월 4일   |                  | 리쿠드 (~ 2005.11.21) ↓ 카디마 (2005.11.21 이후)  |
| -  | 대행 |                  | 에후드 올메르트 (1945.9.30 ~ ) אֶהוּד אוֹלְמֶרְט             | 2006년 1월 4일   | 2006년 4월 14일  | 카디마                                            |
| 16 | 31   | 2006년 4월 14일  | 에후드 올메르트 (1945.9.30 ~ ) אֶהוּד אוֹלְמֶרְט             | 2009년 3월 31일  |                  | 카디마                                            |
| 17 | 32   |                  | 베냐민 네타냐후 (1949.10.21 ~ ) בִּנְיָמִין נְתַנְיָהוּ          | 2009년 3월 31일  | 2013년 3월 18일  | 리쿠드                                            |
| 17 | 33   | 2013년 3월 18일  | 베냐민 네타냐후 (1949.10.21 ~ ) בִּנְיָמִין נְתַנְיָהוּ          | 2015년 5월 6일   |                  | 리쿠드                                            |
| 17 | 34   | 2015년 5월 6일   | 베냐민 네타냐후 (1949.10.21 ~ ) בִּנְיָמִין נְתַנְיָהוּ          | 2020년 5월 17일  |                  | 리쿠드                                            |
| 17 | 35   | 2020년 5월 17일  | 베냐민 네타냐후 (1949.10.21 ~ ) בִּנְיָמִין נְתַנְיָהוּ          | 2021년 6월 13일  |                  | 리쿠드                                            |
| 18 | 36   |                  | 나프탈리 베네트 (1972.3.25 ~ ) נַפְתָּלִי בֶּנֶט               | 2021년 6월 13일  | 2022년 7월 1일   | 야미나                                            |
| 19 | 37   |                  | 야이르 라피드 (1963.11.5 ~ ) יאיר לפיד                 | 2022년 7월 1일   | 2022년 12월 29일 | 예시 아티드                                       |
| 20 | 37   |                  | 베냐민 네타냐후 (1949.10.21 ~ ) בִּנְיָמִין נְתַנְיָהוּ          | 2022년 12월 29일 |                  | 리쿠드                                            |